# Sadowne
Sadowne – wieś we wschodniej Polsce, w północno-wschodniej części województwa mazowieckiego, w powiecie węgrowskim. Ma status sołectw. Jest siedzibą gminy Sadowne. Leży przy drodze krajowej nr .

## Części wsi
| SIMC    | Nazwa       | Rodzaj    |
| ------- | ----------- | --------- |
| 0686026 | Drak        | część wsi |
| 0686032 | Kuźnica     | część wsi |
| 0686049 | Pruska Kępa | część wsi |

Prywatna wieś duchowna położona była w drugiej połowie XVI wieku w powiecie kamienieckim ziemi nurskiej województwa mazowieckiego, dobra wspólne kapituły kolegiackiej św. Jana Chrzciciela w Warszawie.

## Historia
Teren na którym powstało Sadowne jest pograniczem kilku obszarów: Mazowsza i Podlasia, Puszczy Kamienieckiej i Białej, ziem książęcych i biskupich. Pierwsze ślady ludzkich osiedli pochodzą tu z wykopalisk w pobliskiej wsi Rażny, z pierwszych wieków naszej ery. Wieś Sadowne została założona w przeznaczonym do karczowania północnym krańcu Puszczy Kamienieckiej, będącym własnością kapituły kościoła kolegiackiego św. Jana w Warszawie. Obszar ten znajduje się na granicy między zalewaną przez Bug pradoliną i wzgórzami wydmowymi, które chroniły przed wylewami kapryśnej rzeki, co okazało się kluczowe dla późniejszego rozwoju miejscowości (na jednym z takich wyniesień terenu powstał kościół, na innym cmentarz parafialny, na jeszcze innym kuźnia itp.). Osadnictwo postępowało tu od zachodu, od strony Kamieńca (dziś Kamieńczyka) wzdłuż rzeki Bug; od północy, od strony książęcego miasta Ostrów Mazowiecka; także od południa od strony Liwa. Pierwsza wzmianka o miejscowości pochodzi z 1514. Jest to umowa z wójtem nowej wsi założonej na „surowym korzeniu”. Pod koniec XVII wieku do Sadownego dotarli też osadnicy z Kurpi, zasiedlający za sprawą biskupów płockich opustoszałą po wojnach północnych pobliską Puszczę Białą. Wieś nawiedzały epidemie cholery więc dopiero w XVIII wieku liczba mieszkańców zaczęła wzrastać. W 1797 wieś dostała się pod panowanie Austrii. Taka sytuacja trwała do czasu dotarcia przez Napoleona Bonaparte do Polski, gdzie ostatecznie ziemie te zostały poddane Królestwu Polskiemu.
Od 1821 region sadowieński należał do posiadłości Stanisława Kostki Zamoyskiego, który dobra te uzyskał w wyniku zamiany za twierdzę w Zamościu z carem Aleksandrem I. W 1824 r. Stanisław Zamoyski odstąpił swe dobra synowi Andrzejowi Zamoyskiemu. Nowy właściciel chciał zasłynąć z postępów w sposobach gospodarowania, dlatego w tym celu ściągał Niemców kolonistów, którzy karczowali i osuszali niezagospodarowane jeszcze lasy i mokradła w północnej części regionu sadowieńskiego. Już od roku 1829 Niemcy zaczęli licznie przybywać i zagospodarowywać się na stałe, tworząc nowe wsie i osady. W tych latach została sporządzona przez kartografów dla potrzeb Kwatermistrzostwa Sztabu Generalnego Wojsk Polskich mapa, która dokładnie i wiernie przedstawia zagospodarowane obszary.
Oprócz Polaków i Niemców w Sadownem (rzadziej w okolicznych wsiach) zamieszkiwali również Żydzi. Ich obecność w regionie sadowieńskim zanotowano po raz pierwszy w 1757. W 1823 w parafii Sadowne mieszkało 18 rodzin żydowskich.
W czasie powstania listopadowego (1830-1831) działania wojenne nie dotknęły Sadownego.

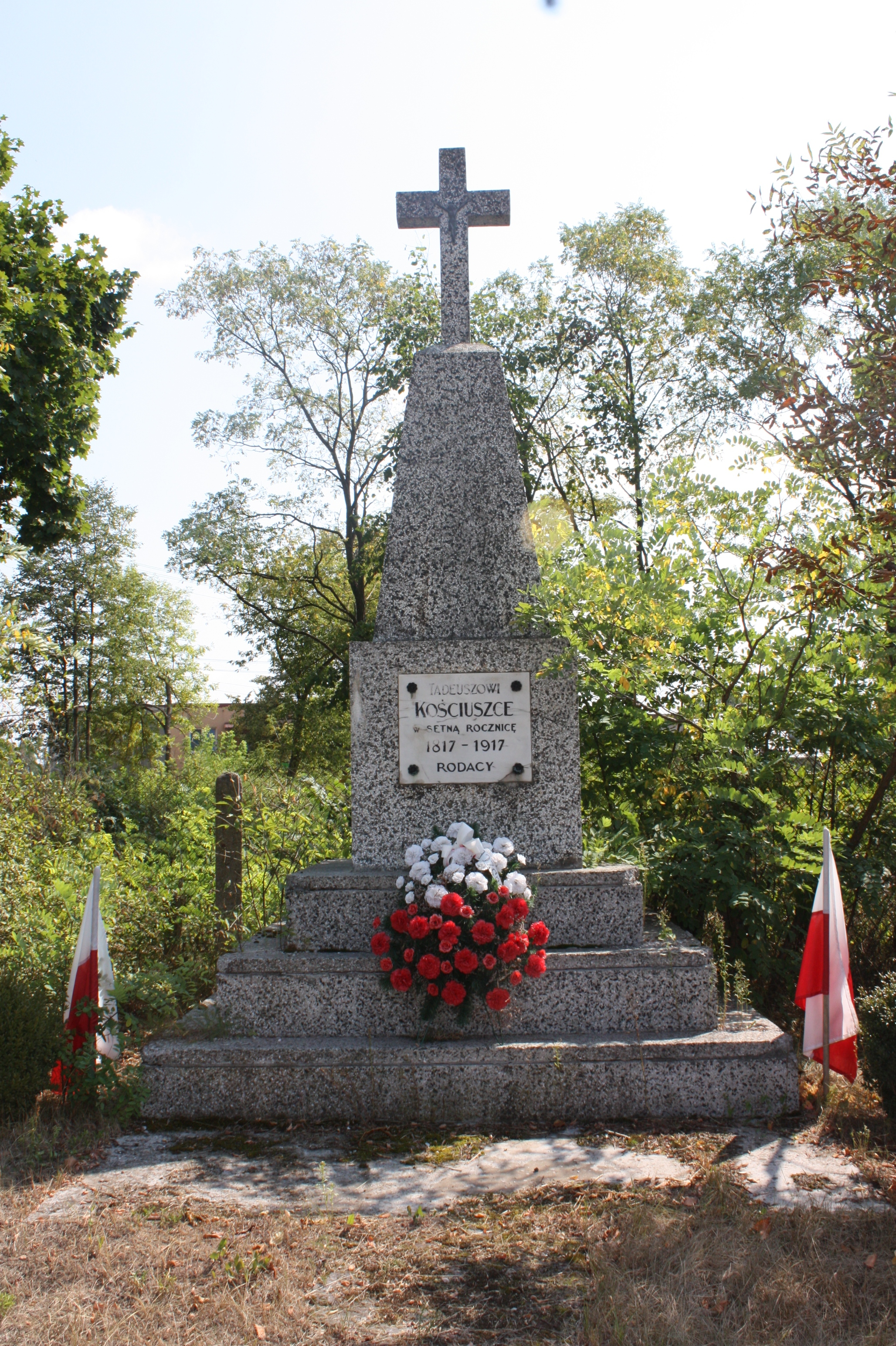
Pomnik Tadeusza Kościuszki w Sadownem

W 1864 rząd cesarski uwłaszcza wszystkich włościan. Ci, którzy używali ziemię za tak zwaną pańszczyznę, teraz otrzymali ją na własność. Włościanie w Płatkownicy i w Sadownem wystawili pomnik wdzięczności za uwłaszczenie z tablicami metalowymi, na których był napis: „Na pamiątkę uwłaszczenia włościan dnia 14 lutego/2 marca 1864 r. włościanie gminy Płatkownica Bogu na chwałę Monarsze Aleksandrowi II na szczerą pamiątkę ten pomnik wynieśli dnia 19 lutego/2 marca 1867 r.”. Młodzież chłopska od czasu do czasu zrywała tablice. Przetrwały do 1915. Po ustąpieniu wojsk zaborczych usunięto je. Pomniki przerobiono. W Sadownem na pomnik Kościuszki z napisem: „Tadeuszowi Kościuszce w setną rocznicę 1817 – 1917 Rodacy”. Pomnik ten stoi do dziś na dawnym miejscu.
Pewne oznaki uprzemysłowienia pojawiły się pod koniec XIX w. W 1883 w Kołodziążu działały dwa młyny wodne na Bojewce, tartak i dwie wytwórnie terpentyny. Oprócz młynów pojawiły się piece hutnicze, zwane też dymarkami, które w Sadownem i Krupińskiem przetapiały rudę darniową na surówkę żeliwną, a w wielu wsiach znajdowały się kuźnie dworskie.
W XIX wieku na terenie gminy Sadowne coraz liczniej pojawiali się Żydzi. Po 1864, kiedy to władze carskie wydały zakaz przebywania Żydów na ziemiach chłopskich, przenieśli się oni właśnie do Sadownego. W czasie II wojny światowej kilkuset sadowieńskich Żydów zostało przesiedlonych do getta w Stoczku i zamordowanych.

### OkresII wojny światowej

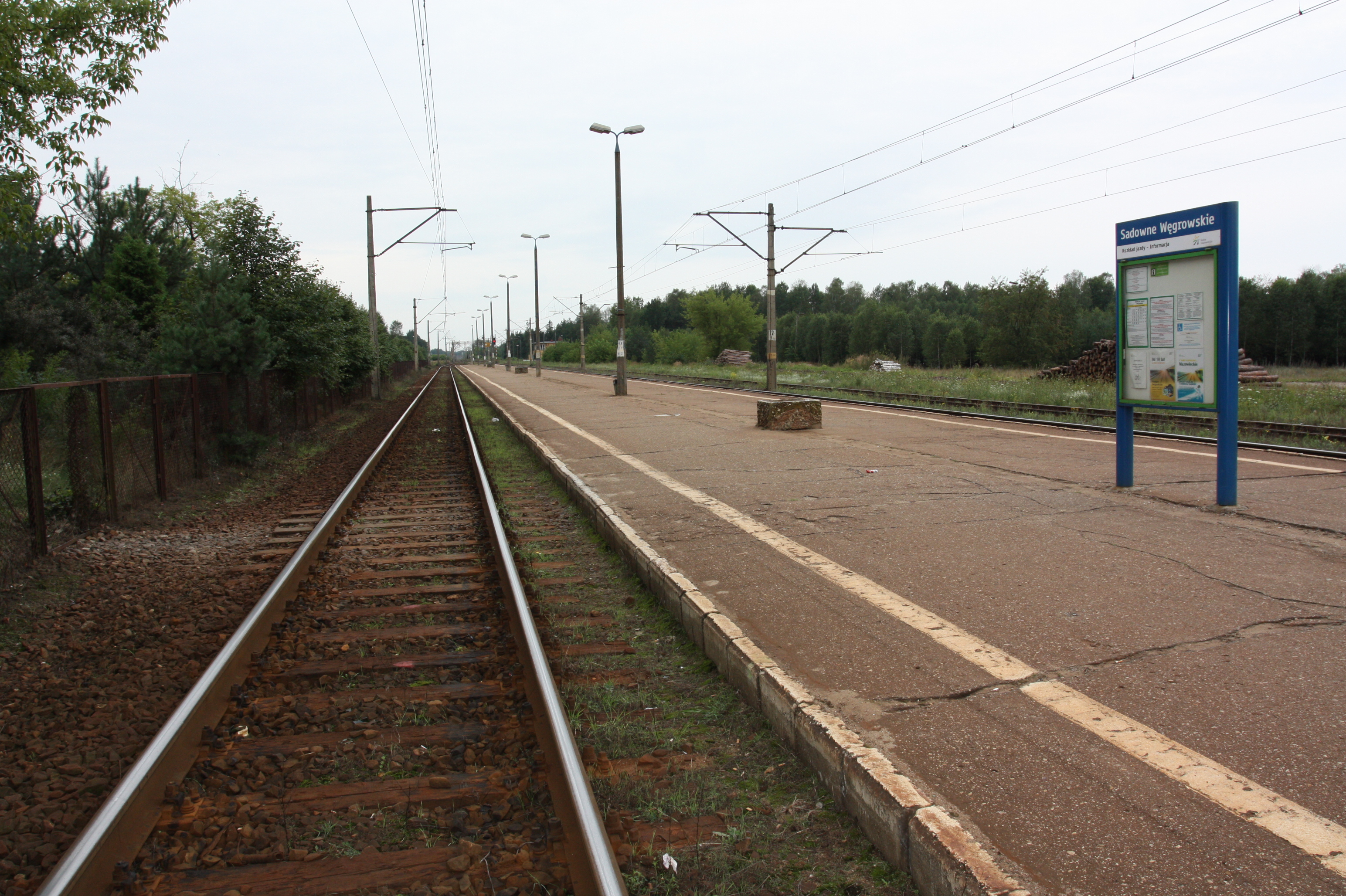
Stacja kolejowa Sadowne Węgrowskie

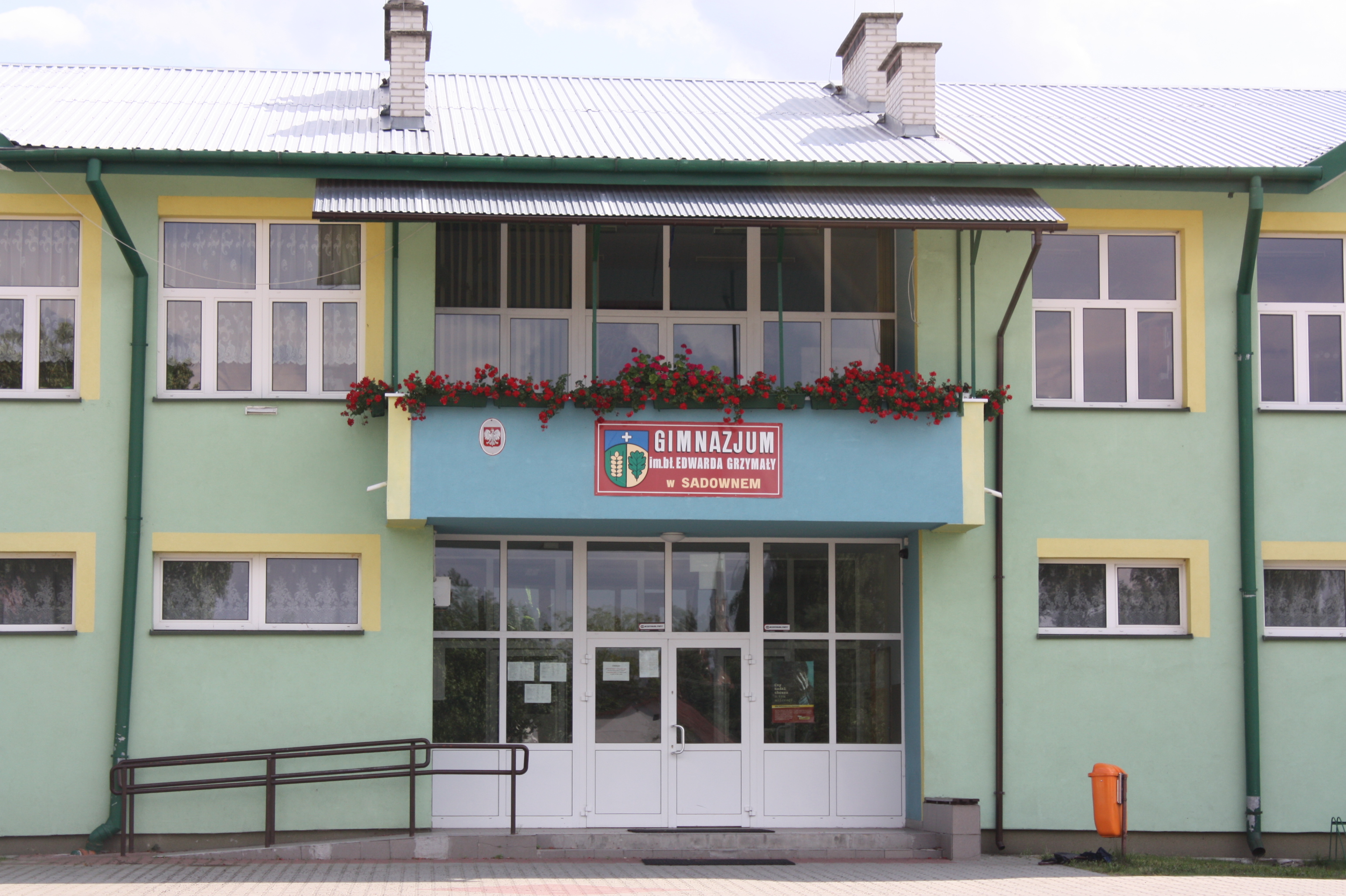
Drugi Budynek Szkoły Podstawowej w Sadownem

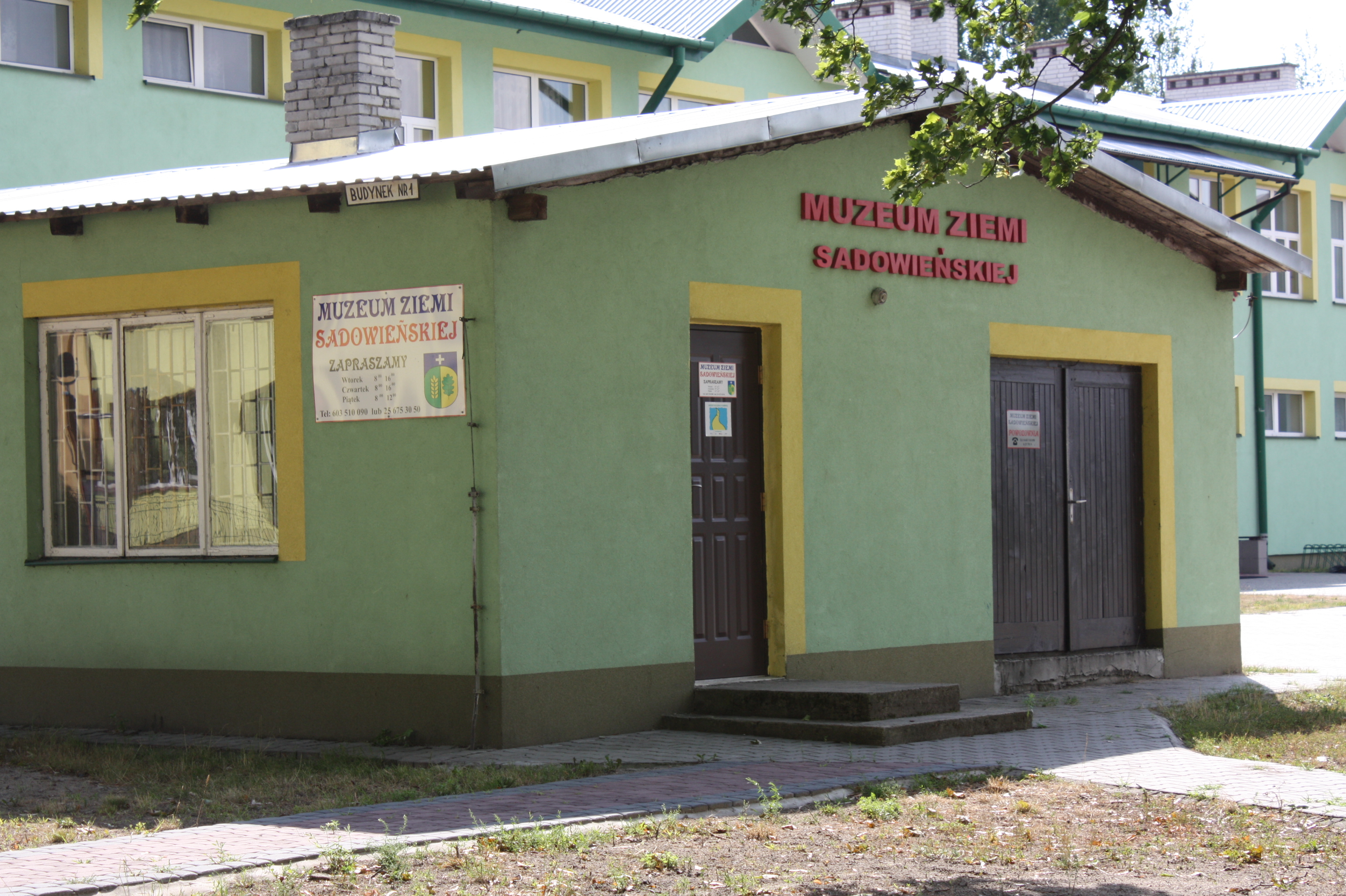
Muzeum Ziemi Sadowieńskiej

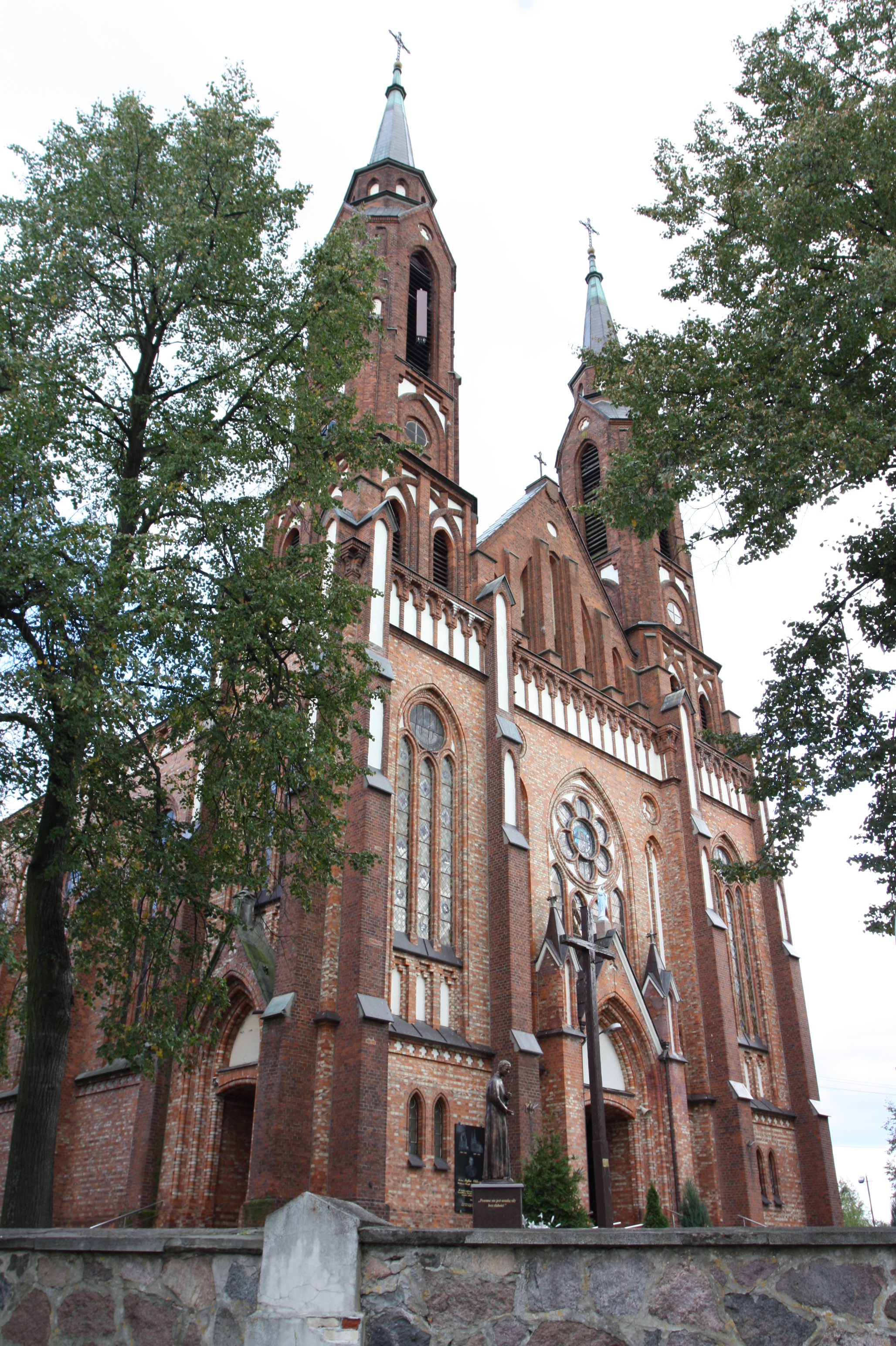
Kościół św. Jana Chrzciciela

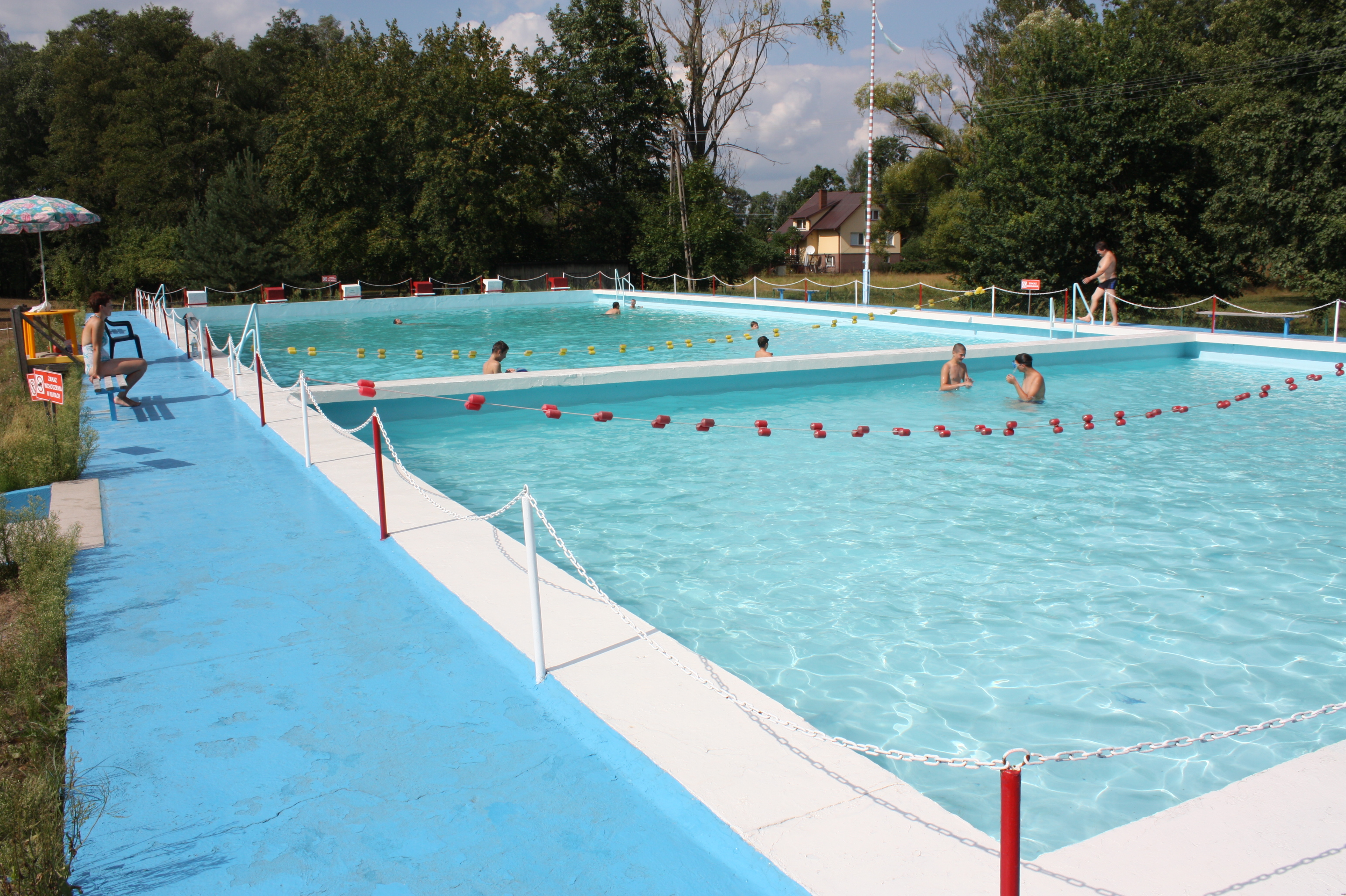
Basen w Sadownem w okresie świetności

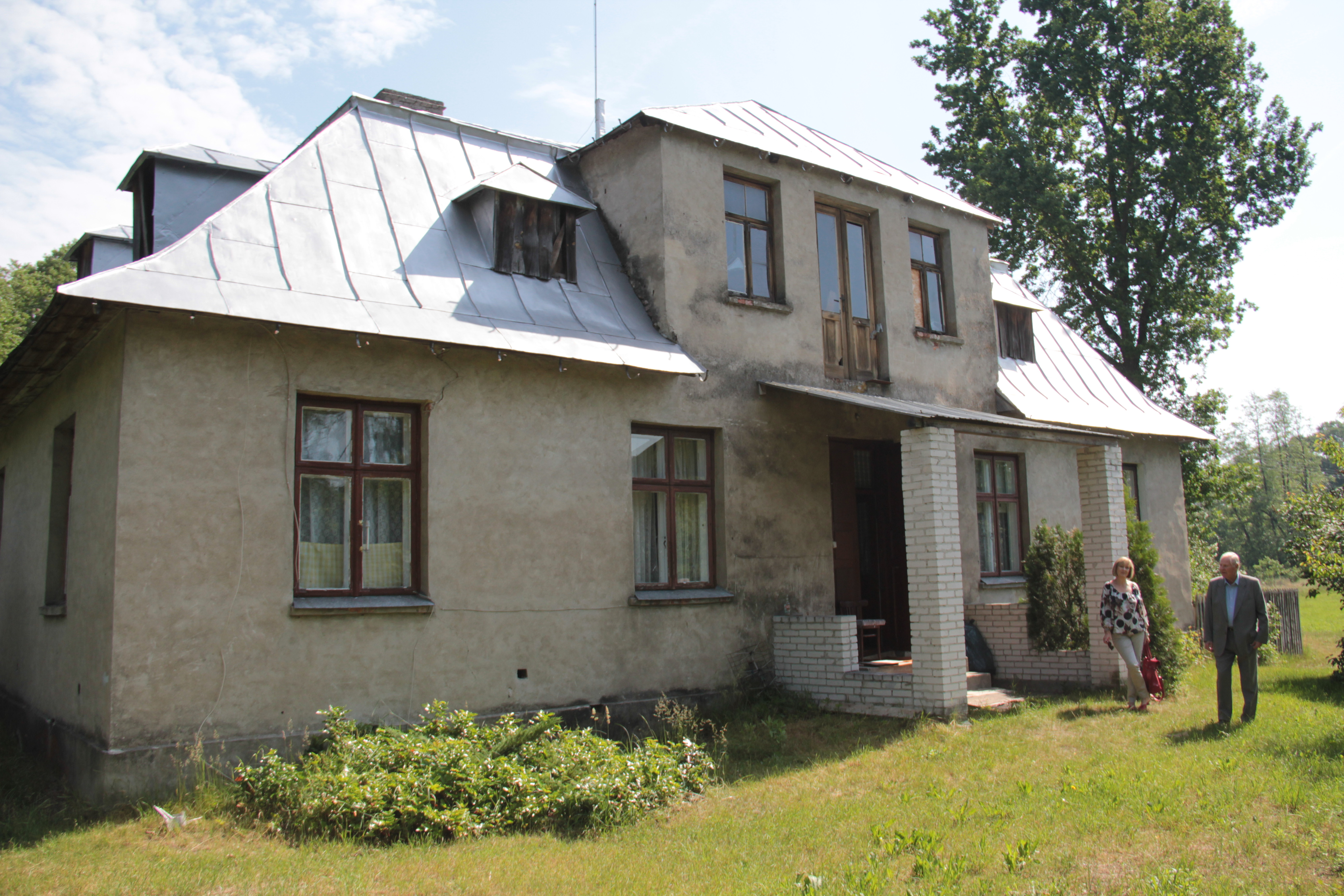
Rodzinny dom Bolesława Szabelskiego w Sadownem

We wrześniu 1939 ziemi sadowieńskiej broniła Grupa Operacyjna „Wyszków”, dowodzona przez generała Wincentego Kowalskiego. Według zachowanych zapisków wójta gminy, w czasie wojny życie straciło blisko 216 osób, z czego 85 zginęło podczas działań wojennych, 109 zostało zamordowanych, a pozostała część została wywieziona do obozów koncentracyjnych lub w nieznanym kierunku. Na przymusowe roboty zesłano do Rzeszy ponad 465 osób. Ponadto dokonano niezliczonych mordów Żydów, którym udało się zbiec z transportu do Treblinki. Głównymi wsiami, które padły ofiarą niemieckich żołnierzy, były: Kołodziąż, Sadowne, Rażny oraz Wilczogęby.
Ludność niemiecka opuściła Sadowne w czasie II wojny światowej, a Żydzi zostali wymordowani w obozie zagłady w Treblince.

## Demografia
Liczba ludności w wybranych latach:
Źródło: Lata 1527–2002

## Transport
Na terenie miejscowości przebiega droga krajowa nr 50. W miejscowości znajduje się też stacja kolejowa Sadowne Węgrowskie na linii kolejowej nr 6 Warszawa – Białystok. Znajduje się pośrodku lasów i trzy kilometry dzielą ją od położonej na północ od niej wsi, od której wzięła nazwę. Obok stacji ulokowano składowisko wyciętego w lasach drewna. Stacja powstała w XIX wieku jako efekt budowy linii kolejowej Warszawa – Petersburg w 1862. Początkowa stacja nazywała się „Zieleniec” i nosiła tę nazwę do 1923.

## Oświata
W Sadownem znajduje się Zespół Szkół Ponadgimnazjalnych (w skład Zespołu Szkół wchodzą: Liceum Ogólnokształcące im. Władysława Orkana, Zasadnicza Szkoła Zawodowa, Uzupełniające Liceum Ogólnokształcące oraz Szkoła Policealna dla dorosłych), Szkoła Podstawowa im. bł. ks. Edwarda Grzymały (dawniej Czesława Wycecha), a także przedszkole.

## Muzeum Ziemi Sadowieńskiej
Muzeum powstało w 1978 r. 18 maja 1999 Samorząd Gminy podjął uchwałę o przejęciu muzeum. Placówka otrzymała prawnego właściciela i stała się muzeum samorządowym.

## Religia
- Parafia św. Jana Chrzciciela w Sadownem
- Świadkowie Jehowy: zbór Sadowne (Sala Królestwa)[22]

## Sport
W Sadownem działa Klub Sportowy „Wicher”. Został utworzony 22 lutego 2009, lecz tradycjami i nazwą nawiązuje do powstałego w 1956 w Sadownem KS „Wicher”. W 1956 pierwszym Prezesem Klubu był Mieczysław Chmielewski – nauczyciel sadowieńskiego liceum. Obecnie w Klubie działają dwie sekcje: piłki nożnej i siatkowej.
W okresie letnim w Sadownem funkcjonował odkryty basen. Zlokalizowany był przy ulicy Słonecznej za Ośrodkiem Zdrowia. W 2017 został zamknięty.

## Pozostałe informacje
- W Sadownem i okolicy rozgrywa się duża część akcji książki Grzegorza Gołębiowskiego „Dziedzictwo”[26].